# Georges-River-Nationalpark
Der Georges-River-Nationalpark ist ein Nationalpark im Osten des australischen Bundesstaates New South Wales, 18 Kilometer südwestlich des Stadtzentrums von Sydney. Der Park liegt an den Ufern des Georges River. Der Zugang erfolgt am besten vom Henry Lawson Drive entlang des Georges River.
Im Nationalpark kann man eine typische Flusslandschaft in der Nähe der Großstadt Sydney mit Süß- und Salzwasserfeuchtgebieten und Mangroven sowie lockerem Waldbestand mit Grasland sehen.